# Contea di Dongfeng
La contea di Dongfeng (东丰县S, Dōngfēng XiànP) è una contea della Cina, situata nella provincia di Jilin e amministrata dalla prefettura di Liaoyuan.